# Berard Bonacolsi
Berard Bonacolsi   (Màntua, segle XIII - segle XIII) va ser un noble italià.
Fou el tercer fill de Joan Bonacolsi. El 22 de gener del 1273 rebé part de les terres i el castell de Villimpenta de mans dels monjos de l'abadia de Sant Zenó de Verona. Fou castellà de Villa Imperta, que cedí a la mateixa abadia el 1297.